# 758 km
758 km (kaz. 758 км; ros. 758 км) – przystanek kolejowy w miejscowości Karabas, w rejonie Abaj, w obwodzie karagandyjskim, w Kazachstanie. Położony jest na linii Astana – Szu, na trasie Nowego Jedwabnego Szlaku.